# Championnats du monde de triathlon cross 2014
Navigation
Édition précédente Édition suivante
Les championnats du monde de triathlon cross 2014, quatrième édition des championnats du monde de triathlon cross, ont lieu le 16 août 2014 à Zittau, en Allemagne.

## Championnat du monde de triathlon cross 2014

### Résultats

#### Homme
|        | Triathlète       | Pays             | Temps           |
| ------ | ---------------- | ---------------- | --------------- |
| Or     | Rubén Ruzafa     | Espagne          | 2 h 34 min 33 s |
| Argent | Josiah Middaugh  | États-Unis       | 2 h 35 min 28 s |
| Bronze | Braden Currie    | Nouvelle-Zélande | 2 h 37 min 10 s |
| 4      | Michael Weiss    | Autriche         | 2 h 38 min 28 s |
| 5      | Leonardo Chacón  | Costa Rica       | 2 h 39 min 00 s |
| 6      | Kris Coddens     | Belgique         | 2 h 39 min 28 s |
| 7      | François Carloni | France           | 2 h 39 min 57 s |
| 8      | Conrad Stoltz    | Afrique du Sud   | 2 h 40 min 42 s |
| 9      | Brice Daubord    | France           | 2 h 42 min 30 s |
| 10     | Pavel Andreev    | Russie           | 2 h 42 min 48 s |

#### Femme
|        | Triathlète       | Pays        | Temps           |
| ------ | ---------------- | ----------- | --------------- |
| Or     | Kathrin Müller   | Allemagne   | 2 h 58 min 35 s |
| Argent | Flora Duffy      | Bermudes    | 3 h 00 min 53 s |
| Bronze | Héléna Erbenová  | Tchéquie    | 3 h 02 min 32 s |
| 4      | Chantell Widney  | Canada      | 3 h 05 min 00 s |
| 5      | Emma Garrard     | États-Unis  | 3 h 05 min 36 s |
| 6      | Jacqueline Slack | Royaume-Uni | 3 h 05 min 46 s |
| 7      | Renata Bucher    | Suisse      | 3 h 07 min 24 s |
| 8      | Suzanne Snyder   | États-Unis  | 3 h 10 min 02 s |
| 9      | Brigitta Poór    | Hongrie     | 3 h 11 min 11 s |
| 10     | Maud Golsteyn    | Pays-Bas    | 3 h 13 min 59 s |